# Rodésia nos Jogos Olímpicos de Verão de 1928
A Rodésia do Sul (atual Zimbabwe) competiu (sob o nome Rodésia) nos Jogos Olímpicos de Verão de 1928, realizados em Amsterdã, Países Baixos, entre 17 de maio e 12 de agosto. Foi a primeira vez que a nação competiu nos Jogos Olímpicos. O país era uma das duas colônias da coroa britânica com permissão do Comitê Olímpico Internacional para competir como uma nação independente. Foi representada por dois boxeadores, que não ganharam medalhas nas competições que disputaram.

## Antecedentes
Após uma candidatura da colônia britânica da Rodésia do Sul ao Comitê Olímpico Internacional, o país foi autorizado a competir como uma nação independente nos Jogos Olímpicos de Verão de 1928 em Amsterdã, Países Baixos. Esta foi uma das duas colônias da coroa britânica autorizadas a participar de forma independente naquele ano, sendo a outra Malta. A Rodésia do Sul, como era conhecida na época, competia sob o nome Rodésia. Dois atletas do país foram selecionados para competir nos Jogos de 1928, ambos no boxe; Cecil Bissett na categoria peso-ligeiro e Leonard Hall na divisão peso-meio-médio. Esta foi a menor delegação enviada pela Rodésia (que se tornaria no Zimbabwe a partir de 1980) para os Jogos Olímpicos de Verão.

## Boxe
A Rodésia foi representada por dois atletas no boxe nos Jogos Olímpicos de Verão de 1928, cada um fazendo suas únicas aparições olímpicas. Bissett não precisou competir na primeira rodada em 7 de agosto, enquanto Hall derrotou o alemão William Walther por pontos para avançar no torneio. A segunda rodada ocorreu no dia seguinte, com ambos os rodesianos competindo. Hall foi eliminado por Kintaro Usuda do Japão, enquanto Bissett progrediu após uma vitória contra Carlos Orellana do México. No entanto, ele foi derrotado pelo italiano Carlo Orlandi nas quartas de final.
| Nome          | Evento          | Primeira rodada     | Oitavas de final      | Quartas de final     | Semifinais         | Final              |             |
| Nome          | Evento          | Oponente Resultado  | Oponente Resultado    | Oponente Resultado   | Oponente Resultado | Oponente Resultado |             |
| ------------- | --------------- | ------------------- | --------------------- | -------------------- | ------------------ | ------------------ | ----------- |
| Cecil Bissett | Peso-ligeiro    | Classificado        | MEX Orellana V Pontos | ITA Orlandi D Pontos | Não avançou        | Não avançou        | Não avançou |
| Leonard Hall  | Peso-meio-médio | GER Walter V Pontos | JPN Usuda D Pontos    | Não avançou          | Não avançou        | Não avançou        | Não avançou |